# 梅毒血清試驗
梅毒血清試驗，又稱為性病研究實驗室測試（英語：Venereal Disease Research Laboratory test，VDRL）是一種用於檢測梅毒及相關非性傳播性密螺旋體病的血液檢測，由美國的性病研究實驗室開發。VDRL對於梅毒具有較高的敏感性，因此用於篩檢梅毒，若確定為陽性後，則可再進行其他較高特異性的測試確診。

## 歷史
VDRL類型的測試在第一次世界大戰前發明，該檢測最早由奥古斯特·保罗·瓦瑟曼在阿爾伯特·奈瑟的協助下於1906年開發的。當前廣泛使用的VDRL測試於1946年由哈里斯（Harris）、羅森伯格（Rosenberg）和里德爾（Riedel）開發。該實驗室後來更名為密螺旋體發病機制與免疫學分支（Treponemal Pathogenesis and Immunology Branch），隸屬於美國公共衛生局。

## 機制
VDRL是一種非密螺旋體血清學篩檢測試，用於檢測梅毒，並可用於評估治療反應、偵測中樞神經系統受累情況，以及協助診斷先天性梅毒。該測試的原理是，梅毒患者產生的抗體會與牛心提取物（二磷脂酰甘油）發生反應。因此，它能夠檢測抗心脂抗體（IgG、IgM或IgA），並透過試管液體的起泡或「絮凝反應」（flocculation）來顯示結果。
快速血漿反應素測試（RPR）使用與VDRL相同的抗原，但在該測試中，抗原已與幾種其他分子（包括碳顆粒）結合，使得絮凝反應可直接肉眼觀察，無需顯微鏡。許多其他疾病可導致假陽性結果，例如某些病毒（單核細胞增多症、肝炎）、藥物、妊娠、風濕熱、類風濕性關節炎、紅斑性狼瘡及痲瘋病。
梅毒相關的抗心脂抗體是β2-糖蛋白非依賴性，而發生於抗磷脂症候群（如與狼瘡相關）者則為β2-糖蛋白依賴性，可透過ELISA檢測加以區分。此測試非常有用，因為抗體效價的趨勢與疾病活動性相關（即效價下降表示治療成功）。對於梅毒的敏感性很高，但對晚期三期梅毒的敏感性較低。

## 其他測試

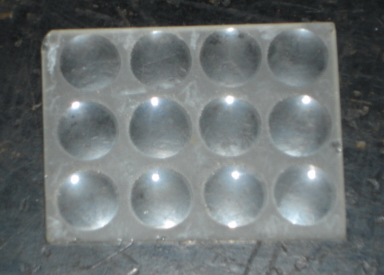
VDRL玻片，攝於印度

有多種密螺旋體特異性測試，例如螢光密螺旋體抗體吸收試驗（FTA-ABS）、梅毒螺旋體血球凝集試驗（TPHA）、以及微血球凝集試驗（MHA-TP）。
MHA-TP用於在其他測試對梅毒細菌呈陽性後確認感染，該測試能檢測所有階段的梅毒抗體，但感染後的前三到四週內可能測不到抗體。此外，MHA-TP不適用於脊髓液檢測，且目前已較少使用。密螺旋體顆粒凝集試驗（TP-PA）和甲苯胺紅未加熱血清試驗（Toluidine red unheated serum test，TRUST）可能用於確認VDRL陽性結果，並且比非密螺旋體測試更具特異性。然而，其他密螺旋體感染（如熱帶肉芽腫、貝赫爾病和品他病）可能導致陽性結果，部分非病原性密螺旋體亦可能如此。並非所有這些疾病都是性傳播感染，故建議在提供測試結果時附加適當的解釋。